# Kim Pan-keun
Kim Pan-keun (en coreano: 김판근; nacido el 5 de marzo de 1966 en Haenam-gun, Jeolla del Sur) es un exfutbolista y actual entrenador surcoreano. Jugaba de defensa y su último club fue el Marconi Stallions de Australia. Actualmente dirige a la BSP Youth Academy.
Kim fue internacional absoluto por la selección de Corea del Sur entre 1983 y 1996; además fue seleccionado en categoría juvenil. Formó parte de los planteles que disputaron la Copa del Mundo de 1994 y la Copa Asiática de 1996. Es el jugador más joven en debutar con la selección de Corea del Sur (17 años y 242 días).

## Selección nacional

#### Participaciones en fases finales
| Torneo                                 | Sede           | Resultado        | Partidos | Goles |
| -------------------------------------- | -------------- | ---------------- | -------- | ----- |
| Copa Mundial de Fútbol Juvenil de 1983 | México         | Cuarto puesto    | 6        | 0     |
| Juegos Olímpicos de 1988               | Seúl           | Primera fase     | ?        | ?     |
| Juegos Asiáticos de 1990               | Pekín          | Tercer puesto    | —        | —     |
| Copa Mundial de Fútbol de 1994         | Estados Unidos | Primera fase     | 3        | 0     |
| Copa Asiática 1996                     | EAU            | Cuartos de final | 2        | 0     |

## Estadísticas
Referencia.
| Daewoo Royals Corea del Sur             |               |               |     |    |    |   |   |    |   |   |
| 1.ª                                     | 1987          | 30            | 2   | -  | -  | - | - | 30 | 2 |   |
| 1.ª                                     | 1988          | 3             | 2   | -  | -  | - | - | 3  | 2 |   |
| 1.ª                                     | 1989          | 30            | 2   | -  | -  | - | - | 30 | 2 |   |
| 1.ª                                     | 1990          | 20            | 0   | -  | -  | - | - | 20 | 0 |   |
| 1.ª                                     | 1991          | 37            | 2   | -  | -  | - | - | 37 | 2 |   |
| 1.ª                                     | 1992          | 17            | 7   | 6  | 0  | - | - | 23 | 1 |   |
| 1.ª                                     | 1993          | 23            | 2   | 1  | 0  | - | - | 24 | 2 |   |
| Total club                              | Total club    | 160           | 17  | 7  | 0  | - | - | ?  | ? |   |
| LG Cheetahs Corea del Sur               |               |               |     |    |    |   |   |    |   |   |
| 1.ª                                     | 1994          | 23            | 0   | 0  | 0  | - | - | 23 | 0 |   |
| 1.ª                                     | 1995          | 28            | 1   | 7  | 0  | - | - | 35 | 1 |   |
| Total club                              | Total club    | 51            | 1   | 7  | 0  | - | - | ?  | ? |   |
| Anyang LG Cheetahs Corea del Sur        |               |               |     |    |    |   |   |    |   |   |
| 1.ª                                     | 1996          | 15            | 0   | 0  | 0  | - | - | ?  | ? |   |
| 1.ª                                     | 1997          | 12            | 1   | 15 | 0  | - | - | ?  | ? |   |
| Total club                              | Total club    | 27            | 1   | 15 | 0  | - | - | ?  | ? |   |
| Marconi Stallions Australia             |               |               |     |    |    |   |   |    |   |   |
| 1.ª                                     | 1997-98       | 20            | 2   | -  | -  | - | - | 20 | 2 |   |
| 1.ª                                     | 1998-99       | 17            | 2   | -  | -  | - | - | 17 | 2 |   |
| 1.ª                                     | 1999-00       | 16            | 0   | -  | -  | - | - | 16 | 0 |   |
| 1.ª                                     | 2000-01       | 16            | 0   | -  | -  | - | - | 16 | 0 |   |
| Total club                              | Total club    | 69            | 4   | ?  | ?  | ? | ? | 69 | 4 |   |
| Total carrera                           | Total carrera | Total carrera | 307 | 23 | 29 | 0 | ? | ?  | ? | ? |
| (1) Incluye datos de la Copa de la Liga |               |               |     |    |    |   |   |    |   |   |

## Palmarés

### Títulos nacionales
| Título                                         | Club          | País          | Año  |
| ---------------------------------------------- | ------------- | ------------- | ---- |
| K League                                       | Daewoo Royals | Corea del Sur | 1987 |
| K League                                       | Daewoo Royals | Corea del Sur | 1991 |
| Campeonato Nacional de Fútbol de Corea del Sur | Daewoo Royals | Corea del Sur | 1989 |
| Campeonato Nacional de Fútbol de Corea del Sur | Daewoo Royals | Corea del Sur | 1990 |

### Distinciones individuales
| Distinción                                       | Año  |
| ------------------------------------------------ | ---- |
| Equipo ideal de la Copa Mundial de Fútbol Sub-20 | 1983 |
| Once ideal de la K-League                        | 1993 |
| Once ideal de la K-League                        | 1995 |